# Staudinger-Reaktion
Die Staudinger-Reaktion (auch Staudinger-Reduktion) ist eine Namensreaktion aus dem Bereich der organischen Chemie. Sie ist nach ihrem Entwickler Hermann Staudinger benannt.
Die Staudinger-Reaktion dient der Synthese von primären Aminen aus Aziden.
Die Staudinger-Reaktion ist eine milde Alternative zu anderen Aminsynthesen, z. B. zur Gabriel-Synthese. Die benötigten Azide sind meist gut durch Substitution aus den entsprechenden Halogenalkanen zugänglich.
Sie ist nicht mit der Keten-Cycloaddition nach Staudinger zu verwechseln (manchmal auch als Staudinger-Reaktion bezeichnet).

## Reaktionsmechanismus
Der Reaktionsmechanismus der Staudinger-Reaktion ist nicht vollständig geklärt. Die Staudinger-Reaktion beginnt mit dem nukleophilen Angriff von Triphenylphosphan am eingesetzten Azid 1. Das entstandene Phosphazid 2 cyclisiert nun zu einer Vierringstruktur 3, die unter Abspaltung molekularen Stickstoffs zu einem Phosphazen 4 reagiert. Durch wässrige Aufarbeitung wird das Phosphazen in ein Amin 5 überführt und Triphenylphosphinoxid abgespalten.
Beim Rest R des Azids handelt es sich meist um einen Alkyl- oder Arylrest. Anstelle des Triphenylphosphans kann nahezu jedes andere organische Phosphan verwendet werden.

## Staudinger Ligation
Eine im Jahr 2000 entdeckte Weiterentwicklung zur Peptid- bzw. Proteinligation ist als Staudinger-Ligation bekannt. Eine spezielle Form ist dabei die sogenannte spurlose Staudinger-Ligation.

## Kritik
Die Atomökonomie der Staudinger-Reaktion ist schlecht, da bei der Synthese stöchiometrische Mengen Triphenylphosphinoxid anfallen. Deshalb ist die Reaktion vorwiegend  als Laborverfahren und weniger als technisches Verfahren von Interesse. 